# Carlos Amarilla

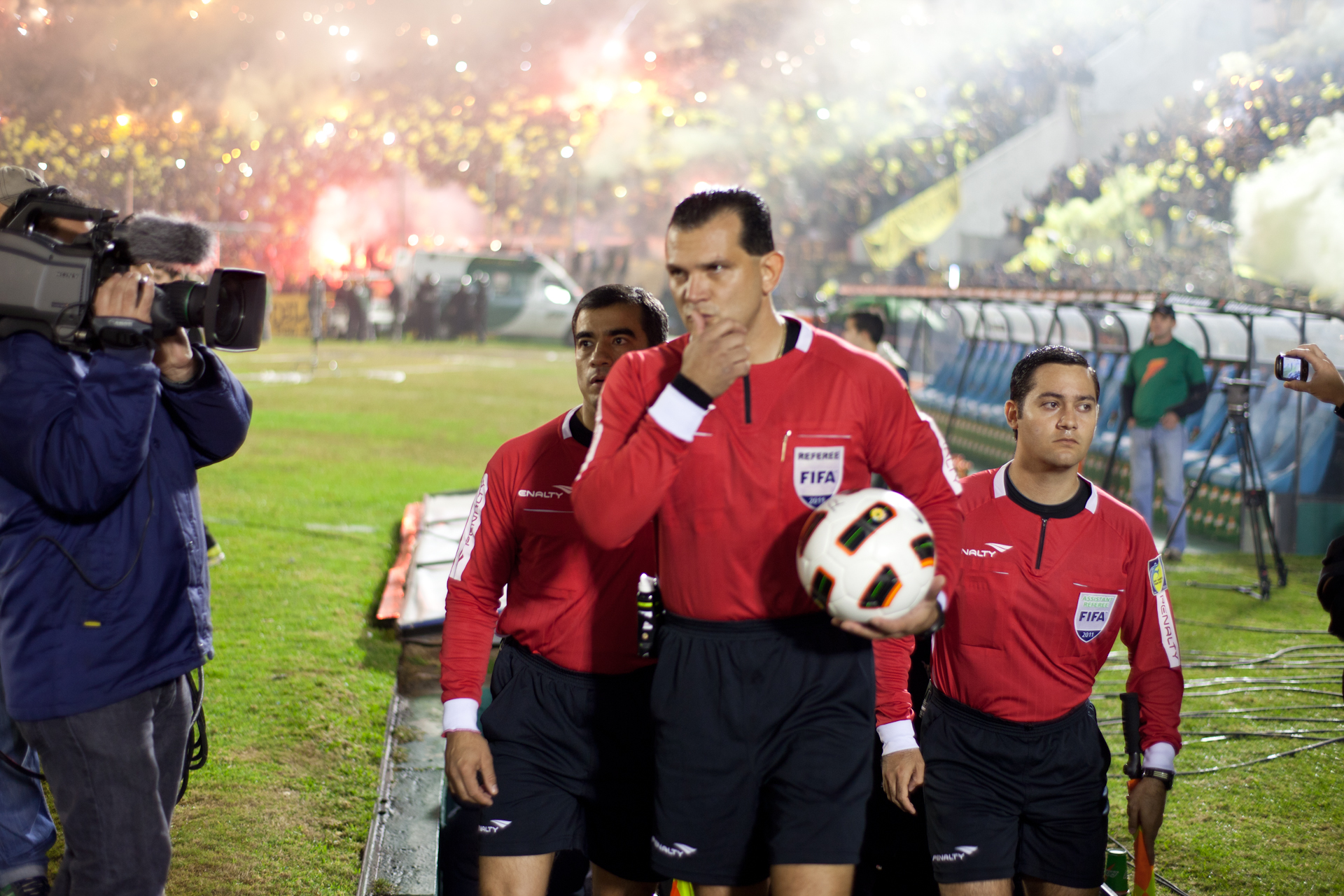
Carlos Amarilla

Carlos Amarilla Demarqui (Asunción, 26 oktober 1970) is een Paraguayaanse voetbalscheidsrechter, die ook internationaal actief is. Amarilla was een van de 21 scheidsrechters tijdens het WK in 2006 in Duitsland.
Amarilla floot in 2003 tijdens de Confederations Cup in Frankrijk. Een jaar later leidde hij in Peru drie wedstrijden bij de Copa America. Verder was Amarilla actief op de Confederations Cup in 2005 in Duitsland, in het kwalificatietoernooi voor het WK in 2006 en in de Copa Libertadores in 2006.
Amarilla floot op het WK in Duitsland drie wedstrijden in de groepsfase: VS-Tsjechië, Togo-Zwitserland en Oekraïne-Tunesië.

## Statistieken
- Statistieken Amarilla op www.weltfussball.de